# John Canton
John Canton (13 juillet 1718 - 22 mars 1772) est un physicien britannique.

## Biographie
Canton naît à Stroud dans le Gloucestershire. À l'âge de 19 ans, à l'initiative de Henry Miles, il est l'apprenti d'un maître d'école de Spitalfields pendant cinq ans, à la fin de quoi il devient son associé. En 1751, il lit devant la Royal Society un article dans lequel il décrit une méthode pour créer des aimants artificiels. Cela le fait élire membre de cette société savante, qui lui décerne la médaille Copley en 1751 et de nouveau en 1764. Il est le premier en Grande-Bretagne à vérifier l'hypothèse de Benjamin Franklin sur l'identité de la foudre et l'électricité.
En 1753, il s'aperçoit qu'un objet métallique isolé peut se charger électriquement sans entrer en contact avec un corps chargé.
En 1762 et 1764, il publie des résultats expérimentaux pour réfuter la décision de l'Accademia del Cimento de Florence, généralement acceptée à l'époque, selon laquelle l'eau est incompressible. En 1768, il décrit la préparation, par calcination de coquilles d'huîtres avec du soufre, d'un matériau phosphorescent appelé parfois phosphore de Canton (sulfure de calcium, CaS).
Il meurt d'un œdème en 1772.

## Publications
- « A method of making artificial magnets without the use of natural ones », dans Phil. Trans., vol. 47, 1751
- (avec John Michell) Traités des aimans artificiels (traduction de deux ouvrages anglais par Antoine Rivoire), 1752
- (en) « Experiments to prove that water is not incompressible », Phil. Trans. (1683–1775), vol. 52,‎ 1761–1762, p. 640–643 (DOI 10.1098/rstl.1761.0105, JSTOR 105681)
- (en) « Experiments and observations on the compressibility of water and some other fluids », Phil. Trans. (1683-1775), vol. 54,‎ 1764, p. 261–262 (DOI 10.1098/rstl.1764.0045, JSTOR 105560)
- « Observations on the Heat of the Bath and Bristol Water », dans Phil. Trans. (1683–1775), vol. 57, p. 203
- « An easy method of making a phosphorus, that will imbibe and emit light, like the Bolognian stone ; with experiments and observations », dans Phil. Trans., vol. 58, p. 337–344